# 増田連也
増田 連也（增田、ますだ れんや、1892年〈明治25年〉12月16日 - 1965年〈昭和40年〉8月22日）は、大正から昭和期のジャーナリスト、政治家。衆議院議員（1期）、群馬県会議員（3期）、群馬県会議長。

## 経歴
群馬県邑楽郡伊奈良村岩田（現板倉町）で、増田甚平、あさ夫婦の三男として生まれる。増田家は伊奈良村の名主を代々勤めた家系で、増田長盛の後裔を称した。群馬県立太田中学校邑楽分校（現・群馬県立館林高等学校）を経て、第四高等学校に入学したが2年で中退した。
1914年（大正3年）まで『満洲日報』の政治記者として、満洲、中国、シベリアなどを視察した。帰国後、実業界で活躍。合同砂利株式会社、合同土木株式会社を設立して利根川・思川の砂利採取事業を経営した。またキンケイ食品株式会社取締役会長、東洋拓殖株式会社重役、大平開発株式会社顧問なども務めた。母校である太田中学校邑楽分校が廃校となっていたことを問題視し、1921年（大正10年）に群馬県立館林中学校の開校にこぎつけた。
1935年（昭和10年）群馬県会議員に選出され、連続3期、14年間在任。この間、県名誉職参事会員、副議長（1941-47）、議長（1947-48）を務めた。議長在任中に関東甲信越議長会を設立して会長に就任し、後に顧問となる。その他、群馬県監査委員、同共同募金委員長、同人権擁護委員などを務めた。
1949年（昭和24年）1月の第24回衆議院議員総選挙で群馬県第2区から民主党公認で出馬して当選し、その後、改進党に所属し衆議院議員に1期在任した。この間、民主党代議士会副会長、両院議員会副会長、衆議院災害特別委員などを務めた。
1965年（昭和40年）、東京の自宅で食道癌により死去。戒名は善徳院顕義蓮乗日也大居士、墓所は館林市の法高寺。
従五位、勲四等旭日小綬章受章。館林中学校開設の功労で2度にわたり藍綬褒章授与の推薦があったがこちらは辞退している。

## 親族
- 父 増田甚平（1851 - 1912[7][5]） - 群馬県会議員[5][6]、伊奈良村会議員、村長、邑楽郡会議員、同議長[7]。
- 長兄 増田長吉（1869 - 1931[9][5]） - 群馬県会議員[6]、同副議長、伊奈良村会議員、村長、邑楽郡会議員[5][9]。

## 脚註
1. 1 2 3 4 5 6 7 8 9 10 11 12 13 14 15 16  群馬県議会図書室 1966, p. 641.
2. ↑  栗原新水(編著)『躍進群馬縣誌』躍進群馬信交会、東京都新宿区、1955年10月21日、641頁。
3. 1 2 3 4 5 6  『議会制度百年史 - 衆議院議員名鑑』589頁。
4. 1 2 3 4 5 6 7 8 9 10 11 12 13 14 15 16  あさを社 編『県政風雲録』あさを社、1985年6月16日、96-97頁。
5. 1 2 3 4 5 6 7 8 9 10 11 12 13 14 15 16  『群馬県人名大事典』480-481頁。
6. 1 2 3 4 5 6 7 8 9  『群馬新百科事典』700頁。
7. 1 2 3  群馬県議会図書室 1966, p. 429.
8. ↑  『国政選挙総覧 1947-2016』73頁。
9. 1 2  群馬県議会図書室 1966, p. 430.